# Tempête de neige du 3 au 5 mars 1971 sur l'est du Canada
Pour les articles homonymes, voir Tempête du siècle.
La tempête de neige du 3 au 5 mars 1971 sur l’est du Canada est un événement météorologique exceptionnel qui a affecté le Sud du Québec, les Provinces de l'Atlantique canadiennes et l’extrême Nord-Est des États-Unis. Bien que la tempête n’ait pas été celle qui a donné le plus de neige au cours du XXe siècle, la combinaison de la neige, des vents et de la poudrerie (chasse-neige élevée) lui a valu le surnom de « Tempête du siècle ». Ainsi, dans la seule région de Montréal, 17 personnes sont mortes, les bris aux fils de transport de l'électricité ont privé de courant certains secteurs jusqu'à 10 jours et les vents soufflant à 110 km/h poussèrent des bancs de neige jusqu'au deuxième étage des maisons,.

## Évolution météorologique
Une dépression côtière s’est formée près des Carolines. À partir de 0 h TU le 4 mars 1971 (19 h locale le 3 mars 1971), elle est devenue une tempête du Cap Hatteras alors qu’elle s’est rapidement creusée. Douze heures plus tard, le système était rendu dans l’État de New York avec une pression centrale de 966 hPa, soit un creusage de 33 hPa, ce qui correspond à une bombe météorologique.
La tempête a ensuite suivi une trajectoire vers le nord-est, passant au sud du Québec et se retrouvant au Nouveau-Brunswick à 12 h TU le 5 mars (8 h locale). Elle s’était alors comblée légèrement à 974 hPa. Elle s’est par la suite dirigée vers l’Atlantique en passant sur Terre-Neuve.
Le développement rapide et la proximité d’une importante source d’humidité le long de la côte Est des États-Unis ont permis de donner des quantités importantes de neige au nord de sa trajectoire et de générer des vents violents qui ont soulevé cette neige pour donner des conditions similaires à un blizzard.
À l’approche de la tempête, la réduction en visibilité a été graduelle à Montréal, mais elle est devenue presque nulle à partir du 3 mars au soir avec l’augmentation des vents. On compte au moins 17 heures où la visibilité était de moins de 1 km dans la neige et la poudrerie. Les rapports montrent une vitesse moyenne des vents de 70 à 75 km/h et des rafales jusqu’à 110 km/h. Les mêmes conditions ont atteint la ville de Québec 18 heures plus tard. Tout le Sud du Québec, de l’Outaouais à Blanc-Sablon, a connu ce blizzard où la visibilité a été de moins de 0,5 kilomètre pour des périodes allant jusqu’à 24 heures.

## Conséquences

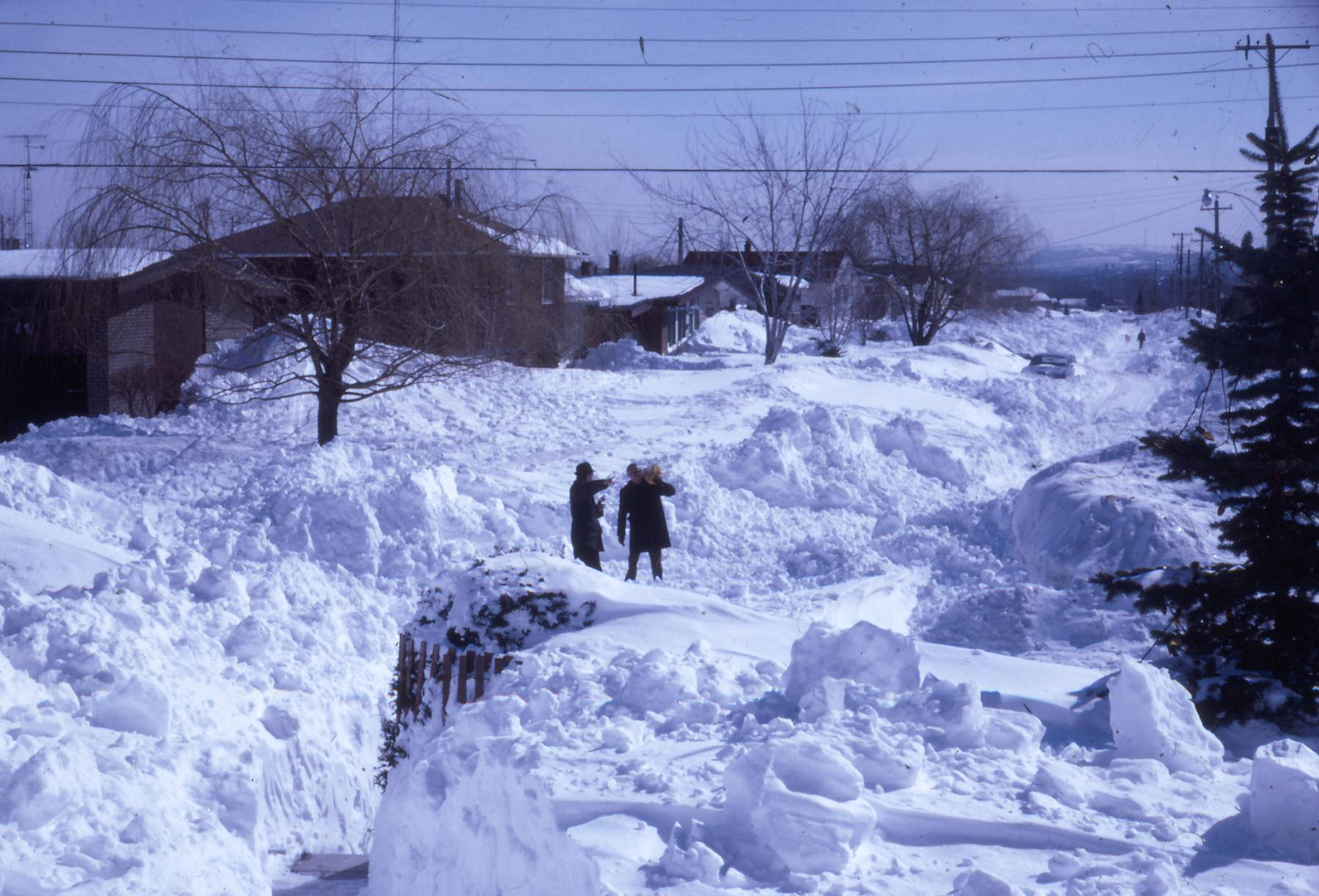
Congères bloquant les rues à Laval, une banlieue de Montréal.

Montréal a reçu de 47 cm (aéroport PET) à 54 cm (centre-ville) de neige et Québec 44 cm, mais les régions de la Réserve faunique des Laurentides et des communautés de la Gaspésie ont reçu près du double. Les quantités les plus importantes se sont retrouvées le long d'une ligne qui va juste au nord-ouest de Montréal vers la région entre Québec et le Saguenay puis vers la Gaspésie. Une seconde zone importante a affecté l'Estrie près de la frontière des États-Unis et la Montérégie. Parmi les stations qui ont rapporté le plus de neige au cours de la tempête : Lac Saint-Denis a reçu 80,5 cm, Mont-Apica 80,2 cm, Lac-Jacques-Cartier (Réserve faunique des Laurentides) 69,9 cm, Ouimet (Gaspésie) 76,2 cm, Saint-Éleuthère (ancien comté de Kamouraska en 1971) 74,2 cm et Upton (Montérégie) avec 72,6 cm.
La neige et les vents ont formé des congères atteignant par endroits le second étage des maisons et les routes sont devenues impraticables. Seules les motoneiges et quelques personnes s'aventurant en ski de fond ou en raquettes à neige pouvaient circuler. Les écoles ont été fermées, les déplacements routiers, ferroviaires et aéronautiques ont été interrompus, les activités économiques grandement dérangées et la vie sociale se sont résumées à rester à la maison en famille. De nombreux bris par les vents violents, comme des toitures emportées, sont signalés et les bris aux fils de transport de l'électricité ont privé de courant certaines régions jusqu'à 10 jours,. On dénombre trente morts à la suite de la tempête, la plupart de malaises cardiaques en déneigeant, dont 17 dans la région de Montréal,.
Le métro de Montréal roulant sous terre n'a pas été affecté par la tempête et les autorités de la ville ont décidé de le laisser en fonction au cours de la nuit du 4 au 5 mars pour aider aux déplacements. C'était la première fois que le métro roulait ainsi 24 heures sur 24 et cela ne s'est reproduit que le 31 décembre 1999 pour le passage du millénaire. Les autobus étaient immobilisés par centaines en surface et les occupants durent attendre des heures pour être rescapés par des motoneigistes ou bien ils ont dû se réfugier dans les maisons avoisinantes. Dans la partie est de la ville de Montréal, encore agricole à cette époque, des chauffeurs d'autobus ont été abrités à la ferme. L'entraide a été importante partout au Québec et plusieurs anecdotes ont été rapportées de gens venant en aide aux personnes isolées par la neige,.
Les journaux suspendirent leur parution durant deux jours. Le Club de hockey Canadien a dû reporter une de ses rencontres au Forum, ce qui constituait une première en plus d’un demi-siècle. Les camions de déneigement de la ville de Montréal ont dû effectuer jusqu'à 500 000 chargements afin de déblayer les rues embourbées. Des quantités proportionnelles à leur réseau routier ont dû être enlevées dans les autres villes. Les automobiles stationnées ou abandonnées le long des rues ont rendu ce travail plus long, car les employés devaient les repérer en plongeant des perches dans la neige avant le passage des souffleuses à neige.
De manière anecdotique, le même jour que la tempête, le premier ministre du Canada, Pierre Elliott Trudeau, se marie avec Margaret Sinclair. Il n'a cependant pas eu à craindre le mauvais temps, car cela s'est passé sous le ciel plus clément de Vancouver.

## Statistiques
Trois autres tempêtes devancent la tempête de mars 1971 au chapitre des quantités de neige tombées sur la région de Montréal entre 1941 et 1999. Il s’agit de celles du 26 au 28 décembre 1969 (58,9 cm), du 16 au 17 février 1954 (57,9 cm) et du 26 au 27 mars 1955 (49,3 cm) (accumulations notées à l’aéroport CYUL). Ce qui a permis à cette tempête de devenir la « Tempête du siècle » au Québec, c’est la combinaison du couvert de neige avant son arrivée et les vents violents qui l’ont caractérisée.
En effet, l’hiver 1970-1971 est l’un des plus neigeux du XXe siècle au Québec et même le plus neigeux pour certains endroits, dont Montréal. Il y avait 56 cm de neige au sol au début de mars à Montréal, encore plus à Québec et dans l’Est de la province. La nouvelle neige s’ajoutait donc à un couvert déjà important que les vents atteignant près de 110 km/h pouvaient soulever facilement. La poudrerie ainsi générée rendait la visibilité nulle. Et encore, ces conditions ont duré de 18 à 24 heures, rendant tout déplacement impossible.
Les chutes de neige record peuvent avoir été un facteur contributif à un glissement de terrain mortel dans le village de Saint-Jean-Vianney en mai 1971 lorsque de fortes pluies combinées à des sols déjà saturés en raison de fonte des neiges ont formé un grand gouffre d'environ 600 mètres de large sur 30 mètres de profondeur. Trente et une personnes ont été tuées durant l'événement.